# Argiolestes indentatus
Argiolestes indentatus är en trollsländeart som beskrevs av Günther Theischinger och Richards 2006. Argiolestes indentatus ingår i släktet Argiolestes och familjen Megapodagrionidae. Inga underarter finns listade i Catalogue of Life.